# Massaker am Pass von Previ
Massaker am Previ-Pass ist die Bezeichnung slawischer Muslime für die Tötung von mehr als 1.800 Muslimen aus Plav und Gusinje sowie die Zwangstaufe von rund 12.500 Muslimen im Osten des Königreichs Montenegro ab März 1913.
Während der Balkankriege gewann das überwiegend serbisch-orthodoxe Montenegro unter der Herrschaft König Nikolas Gebiete hinzu, in denen die Muslime die Mehrheit stellten, darunter Plav und Gusinje und das im heutigen Kosovo gelegene Peć/Peja. Montenegro wich hier von der zuvor erreichten religiösen Toleranz ab. Neben zahlreichen Todesopfern, mit oder ohne improvisierte Militärjustiz, wurden im Raum zwischen Plav und Peć ab März 1913 rund 12.500 Muslime zwangsweise getauft. Eine Intervention des Königshauses und die Entsendung einer Untersuchungskommission lieferten nach Ansicht des Historikers Šerbo Rastoder nicht nur Beweise für die Missbräuche und Gewalt der örtlichen Organe, sondern ermöglichten den Zwangsbekehrten am Ende die Rückkehr zu ihrem islamischen Glauben, wovon fast alle Gebrauch gemacht hätten.
Der Bericht der Internationalen Kommission zur Untersuchung der Ursachen und des Verlaufs der Balkankriege erwähnt die Vorkommnisse nicht.